# Список депутатов Верховного Совета Казахской ССР VI созыва
Депутаты Верховного Совета Казахской ССР VI созыва (1963—1967). Избраны на выборах Верховного Совета Казахской ССР 3 марта 1963 года.
Общее число избирателей по всем избирательным округам составило 6 216 317 человек. В выборах депутатов Верховного Совета Казахской ССР приняло участие 6 214 590 человек, что составляет 99,97 процента от общего числа избирателей.
За кандидатов в депутаты Верховного Совета Казахской ССР во всех избирательных округах голосовало 6 185 508 избирателей или 99,53 процента от общего числа избирателей, участвовавших в голосовании. Против кандидатов в депутаты голосовало 29 011 человек, или 0,47 процента от общего числа избирателей, участвовавших в голосовании. На основании статьи 79 «Положения о выборах в Верховный Совет Казахской ССР» 71 бюллетень признан недействительным.
Центральная избирательная комиссия рассмотрела материалы по каждому избирательному округу и на основании статьи 38 «Положения о выборах в Верховный Совет Казахской ССР» зарегистрировала избрание депутатов в Верховный Совет Казахской ССР по всем 473 избирательным округам.
Все избранные депутаты являются кандидатами блока коммунистов и беспартийных. В состав депутатов Верховного Совета Казахской ССР избрано 158 женщин, или 33,4 процента, 313 членов и кандидатов в члены КПСС, или 66,2 процента, 160 беспартийных, или 33,8 процента, 231 рабочий и колхозник, непосредственно занятые на производстве, или 48,8 процента. 409 депутатов, или 86,5 процента, избраны в Верховный Совет Казахской ССР впервые.

## Город, Алма-Ата
1. Адилов, Ахмет, заместитель председателя Комитета партийно-государственного контроля ЦК КП Казахстана и Совета Министров Казахской ССР. Алма-Атинский — Пригородный округ.
2. Володина, Наталья Яковлевна, автоматчица алма-атинского завода «ХХ лет Октября». Элеваторский округ.
3. Губанов, Геннадий Антонович, машинист тепловоза локомотивного депо станции Алма-Ата 1. Алма-Атинский — Железнодорожный округ.
4. Гузиенко, Сергей Николаевич, первый секретарь Ленинского райкома КП Казахстана г. Алма-Аты. Алма-Атинский — Привокзальный округ.
5. Джаманова, Роза Умбетовна, солистка Казахского государственного театра оперы и балета имени Абая. Алма-Атинский — Кировский округ.
6. Дуйсенов, Есен, председатель исполкома Алма-Атинского Совета депутатов трудящихся. Мало-Станичный округ.
7. Дукенбаева, Марьям Алмабаевна, работница Алма-Атинской кондитерской фабрики. Ташкентский округ.
8. Закарин, Аскар Закарьевич, ректор Казахского государственного университета имени Кирова. Алма-Атинский — Коммунистический округ.
9. Кайдалов, Николай Дмитриевич, бригадир комплексной бригады СМУ-7 треста «Алмаатажилстрой». Алма-Атинский — Советский округ.
10. Кирбаева, Нафиза, вагоновожатая Алма-Атинского трамвайно-троллейбусного управления. Тастакский округ.
11. Клинков, Александр Филиппович, секретарь Алма-Атинского промышленного обкома КП Казахстана. Алма-Атинский — Строительный округ.
12. Козлов, Георгий Алексеевич, секретарь ЦК КП Казахстана, председатель Комитета партийно-государственного контроля ЦК КПК и Совета Министров Казахской ССР. Кирпичнозаводской округ.
13. Косованова, Зинаида Семеновна, швея-мотористка Алма-Атинской швейной фабрики имени Гагарина. Садовый округ.
14. Малеев, Ойрат, бригадир монтажников Алма-Атинского домостроительного комбината. Алма-Атинский — Панфиловский округ.
15. Меркулов, Матвей Кузьмич, военнослужащий. Горно-Октябрьский округ.
16. Пивницкий, Валентин Иосифович, токарь Алма-Атинского завода тяжелого машиностроения. Алма-Атинский — Орджоникидзевский округ.
17. Полосухин, Александр Порфирьевич, вице-президент Академии наук Казахской ССР. Алма-Атинский — Октябрьский округ.
18. Резчик, Петр Харитонович, Алма-Атинского механического завода. Алма-Атинский — Промышленный округ.
19. Саук, Виктор Павлович, командир корабля самолёта «ИЛ-18» Алма-Атинского аэропорта. Аэропортовский округ.
20. Симаков, Каюм Мухамеджанович, заместитель председателя Совета Министров Казахской ССР. Алма-Атинский — Калининский округ.
21. Тажибаева, Патчаим, заведующая сектором литологии Института геологических наук Академии наук Казахской ССР. Вузовский округ.
22. Юсупов, Исмаил Абдурасулович, первый секретарь ЦК КП Казахстана. Алма-Атинский — Ленинский округ.
23. Янкин, Иван Федорович, слесарь кузнечно-механического цеха Алма-Атинского литейно-механического завода. Алма-Атинский — Северный округ.

## Алма-Атинсная область
1. Абдугулов, Капиза, председатель колхоза имени Мичурина Энбекши-Казахского производственного управления. Бельбулакский округ.
2. Балапанов, Жумахан, председатель исполкома Алма-Атинского сельского областного Совета депутатов трудящихся. Жаланашский округ.
3. Байгунусова, Бати Еденбаевна, воспитательница Иссыкской школы-интерната Энбекши-Казахского сельского района. Иссыкский округ.
4. Бейсебаев, Масымхан, первый заместитель председателя Совета Министров Казахской ССР. Панфиловский — Городской округ.
5. Бейсеков, Абижан, составитель поездов ст. Уш-Тобе Казахской железной дороги. Уш-Тобинский округ.
6. Бертаева, Алтынбике, звеньевая табаководческого звена колхоза имени Калинина Чиликского производственного управления. Каратурукский округ.
7. Брагин, Александр Константинович (депутат), секретарь парткома Гвардейского производственного управления. Сары-Озекский округ.
8. Галимжанова, Ляйля Галиевна, министр культуры Казахской ССР. Каскеленский округ.
9. Дандыбаев, Нартай, директор совхоза имени Чокана Валиханова Аксуского производственного управления. Аксуский округ.
10. Жангельдин, Токтагали, директор Института истории партии при ЦК КП Казахстана. Ленинский округ.
11. Жунусов, Мухамедияр, рыбак колхоза «Алакуль» Алакульского производственного управления. Алакульский округ.
12. Зикиров, Мажибай, старший чабан Баканасского овцесовхоза Балхашского производственного управления. Баканасский округ.
13. Исламов, Кинталь Бакиевич, начальник Панфиловского производственного управления. Чунджинский округ.
14. Ирсалиев, Азтай Менлибаевич, директор Коктальского овцесовхоза Панфиловского производственного управления. Октябрьский округ.
15. Калдарбеков, Тулеген, слесарь Талды-Курганского сахарного комбината. Сахарозаводской округ.
16. Калдыбаева, Несипжан, чабан совхоза «Кзыл ту» Кегенского производственного управления. Кегенский округ.
17. Калкабаев, Сайлау, старший чабан отделения № 4 Кастекского овцесовхоза Джамбулского производственного управления. Кара-Кастекский округ.
18. Калинин, Григорий Дмитриевич, председатель колхоза имени Крупской Талды-Курганского производственного управлении. Чубарский округ.
19. Канцеляристов, Петр Семенович, первый секретарь Алма-Атинского сельского обкома КП Казахстана. Панфиловский округ.
20. Капарулина, Татьяна Корнеевна, бригадир колхоза «40 лет Казахстана» Энбекши-Казахского производственного управления. Жетыгенский округ.
21. Кистауов, Абдыхаир Джангазиевич, старший чабан Тургенского овцесовхоза Енбекши-Казахского производственного управления. Тургенский округ.
22. Конаев, Нуркияс Бекбергенович, звеньевой по выращиванию кукурузы Джанашарского совхоза Енбекши-Казахского производственного управления. Александровский округ.
23. Коробкова, Зинаида Сергеевна, старший флотатор Текелийской обогатительной фабрики. Текелийский — Станционный округ.
24. Кужамьяров, Куддус Ходжамьярович, ректор Алма-Атинской государственной консерватории им. Курмангазы. Каменский округ.
25. Кунаев, Динмухамед Ахмедович, председатель Совета Министров Казахской ССР. Талды-Курганский округ.
26. Куспенова, Токан, доярка колхоза имени Дзержинского Алакульского производственного управления. Дзержинский округ.
27. Лозовой, Алексей Андреевич, тракторист колхоза «Черкасская оборона» Саркандского производственного управления. Черкасский округ.
28. Майсаев, Кадырбек, чабан совхоза «Дружба» Каскеленского производственного управления. Новочемолганский округ.
29. Матюшкина, Надежда Дмитриевна, звеньевая колхоза имени Кирова Талды-Курганского производственного управления. Кировский округ.
30. Медеова, Сакип Молдабековна, доярка колхоза «2-я пятилетка» Каскеленского производственного управления. Больше-Алмаатинский округ.
31. Мендыбаев, Кукай, заведующий отделом партийных органов Бюро ЦК КП Казахстана по руководству сельским хозяйством. Матайский округ.
32. Молдаев, Тлепберген, звеньевой-кукурузовод совхоза «Басчинский» Гвардейского производственного управления. Кугалинский округ.
33. Мукашев, Серик Кудайбергенович, старший чабан колхоза имени Абая Аксуского производственного управления. Капальский округ.
34. Омарова, Зауре Садвакасовна, и. о. председателя исполкома Алма-Атинского промышленного областного Совета депутатов трудящихся. Илийский округ.
35. Рамазанова, Бижамал Рамазановна, секретарь Алма-Атинского сельского обкома КП Казахстана. Каратальский округ.
36. Сарыбаева, Бисара, звеньевая кукурузоводческого звена колхоза имени Калинина Панфиловского производственного управления. Брликский округ.
37. Свиридова, Инна Ивановна, доярка совхоза «Пограничник» Саркандского производственного управления. Саркандский округ.
38. Спиваков, Павел Иванович, председатель колхоза имени Ленина Джлмбулского производственного управления. Узун-Агачский округ.
39. Суслова, Анастасия Степановна, работница Алма-Атинского винсовхоза. Комсомольский округ.
40. Сыздыков, Жулан, секретарь парткома Талды-Курганского производственного управления. Еркинский округ.
41. Тарасенко, Кузьма Федорович, комбайнер колхоза «Гигант» Алакульского производственного управления. Андреевский округ.
42. Тастандиева, Окан, чабан колхоза имени Крупской Кегенского производственного управления. Нарынкольский округ.
43. Тельжанов, Канафий Темирбулатович, художник. Текелийский округ.
44. Темнов, Александр Михаилович, директор Чилийского табаксовхоза Чилийского производственного управления. Чиликский округ.
45. Хегай, Ксения, свекловичница колхоза имени Абая Каратальского производственного управления. Уш-Тобинский сельский округ.
46. Шантемирова, Рысханым, учительница казахской средней школы г. Талгара, Талгарский округ.
47. Шахова, Анна Ивановна, звеньевая овощной бригады Аксайского совхоза Каскеленского производственного управления. Фрунзенский округ.

## Восточно-Казахстанская область
1. Аксёнов, Михаил Иванович, главный инженер Защитинского отделения Казахской Железной дороги. Защитинский округ.
2. Алыбаев, Арипбай, второй секретарь Восточно-Казахстанского сельского обкома КП Казахстана. Чердоякский округ.
3. Атамбаев, Утешкали Дюсенгалиевич, и. о. председателя исполкома Восточно-Казахстанского промышленного областного Совета депутатов трудящихся. Серебрянский округ.
4. Байгалиев, Рахим Байгалиевич, секретарь ЦК КП Казахстана, председатель Бюро ЦК по руководству промышленностью и строительством. Усть-Каменогорский округ.
5. Бакирбаева, Нагимаш, доярка Алтайского совхоза Больше-Нарымского производственного управления. Катон-Карагайского округ.
6. Башимова, Айтжан, комбайнер Уланского совхоза Таврического производственного управления. Уланский округ.
7. Бекешова, Камалхан, доярка колхоза имени Амангельды Самарского производственного управления. Самарский округ.
8. Бостеков, Кожакан, чабан Кальджирского совхоза Курчумского производственного управления. Маркакольский округ.
9. Быканов, Василий Кузьмич, бригадир маляров управления «Жилстрой» треста «Зыряновскстрой». Зыряновский — Строительный округ.
10. Вартанян, Артём Мисакович, директор Усть-Каменогорского свинново-цинкового комбината им. В. И. Ленина. Усть-Каменогорский — Промышленный округ.
11. Власова, Александра Ивановна, доярка Зыряновского совхоза Зыряновском производственного управления. Бухтарминский округ.
12. Вороненков, Юрий Петрович, председатель Казахского совета народного хозяйства. Путинцевский округ.
13. Головин, Александр Михайлович, бригадир бетонщиков Усть-Каменогорского завода железобетонных конструкций комбината «Стройдеталь». Согринский округ.
14. Жагпарова, Капиза, трактористка совхоза «Акжар» Зайсанского производственного управления. Тарбагатайский округ.
15. Захаров, Матвей Иванович, бригадир тракторно-полеводческой бригады Курчумского совхоза Курчумского производственного управления. Курчумский округ.
16. Зубкова, Таисия Филипповна, становщица обогатительной фабрики рудника «Белая гора». Асубулакский округ.
17. Иващенко, Александр Никонович, начальник Зыряновского производственного совхозного управления. Чапаевский округ.
18. Кайракпаев, Мутат, табунщик колхоза имени Калинина Больше-Нарымского производственного управления. Ново-Березовский округ.
19. Колебаев, Алексей Семенович, первый секретарь Восточно-Казахстанского промышленного обкома КП Казахстана. Ленинский округ.
20. Коротина, Мария Ивановна, хирург 1-й Усть-Каменогорской городской больницы. Красинский округ.
21. Кузнецов, Пётр Иванович (депутат), секретарь парткома Шемонаихинского производственного управления, Сугатовский округ.
22. Кульженов, Куандык, чабан совхоза «40 лет Казахстана» Больше-Нарымского производственного управления. Больше-Нарымский округ.
23. Лебединская, Мария Дмитриевна, доярка Азовского зерносовхоза Таврического производственного управления. Таврический округ.
24. Лоскутов, Михаил Валентинович, старший рафинировщик Усть-Каменогорского свинцово-цинкового комбината им. В. И. Ленина. Заульбинский округ.
25. Малкин, Иосиф Михайлович, председатель Восточно-Казахстанского совета народного хозяйства. Шахтерский округ.
26. Нарынчиков, Сакыбай Зарлыканович, бригадир бурильщиков рудника им. XXII съезда партии Зыряновского Свинцового комбината. Зыряновский округ.
27. Разинкин, Василий Павлович, бригадир проходчиков Лениногорского шахтостроительного управления. Горняцкий округ.
28. Савицкая, Людмила Григорьевна, рабочая-прессовщица Усть-Каменогорского конденсаторного завода. Аблакетский округ.
29. Савицкий, Фёдор Евменович, заместитель министра производства и заготовок сельскохозяйственных продуктов Казахской ССР. Ушановский округ.
30. Севрюков, Василий Кузьмич, заведующий отделом партийных органов Бюро ЦК КП Казахстана по руководству промышленностью и строительством. Глубоковский округ.
31. Семенова, Клавдия Фёдоровна, бригадир штукатуров управления «Заводстрой» треста «Лениногорсксвинецстрой». Ульбастроевский округ.
32. Субботина, Пелагея Кузьмовна, свинарка Иртышского совхоза Шемонаихинского производственного управления. Предгорненский округ.
33. Тезекпаев, Андрей Семёнович, спекальщик Лениногорского свинцового завода. Лениногорский округ.
34. Терских, Евгения Дмитриевна, участковый геолог Белоусовского рудника. Белоусовский округ.
35. Тураханов, Кадылбек, чабан колхоза «Освобождение» Зайсанского производственного управления. Зайсанский округ.
36. Турткарин, Бакижан Султанбекович, председатель исполкома Восточно-Казахстанского сельского областного Совета депутатов трудящихся. Благодарненский округ.
37. Тыщенко, Евгений Яковлевич, директор Убинского свиносовхоза Шемонаихинского производственного управления. Шемонаихинский округ.
38. Французов, Юрий Иванович, звеньевой колхоза имени Куйбышева Шемонаихинского производственного управления. Верхубинский округ.
39. Шошина, Александра Николаевна, учительница Усть-Каменогорской средней школы № 12. Октябрьский округ.

## Карагандинская область
1. Алгамжанов, Совет, старший чабан Актогайского совхоза Актогайского производственного управления. Актогайский округ.
2. Алданазаров, Сагимбек, бригадир забойщиков шахты № 42 Джезказганского рудника. Джезказганский округ.
3. Арбузова, Надежда Алексеевна, заведующая терапевтическим отделением Темир-Тауской городской больницы № 1. Пролетарский округ.
4. Ашимов, Байкен Ашимович, первый секретарь Карагандинского сельского обкома КП Казахстана. Тельманский округ.
5. Баединова, Жамиля Аманкуловна, садчица Карагандинского кирпичного завода № 3. Актасский округ.
6. Байжанов, Сырлыбек, заместитель начальника управления Казахской железной дороги. Моинтинский округ.
7. Байкенов, Нурлы, военный комиссар Казахской ССР. Майкудукский округ.
8. Банников, Николай Васильевич (партийный деятель), первый секретарь Карагандинского промышленного обкома КП Казахстана. Темир-Тауский округ.
9. Башалова, Зинаида Яковлевна, сварщица Карагандинского домостроительного комбината. Михайловский округ.
10. Башнова, Мария Митрофановна, машинист подъёма шахты № 9 имени Калинина треста „Абайуголь“ комбината „Карагандауголь“. Абайский округ.
11. Бекбалинова, Даметкен Набиевна, электросварщица завода имени Пархоменко. Карагандинский — Амангельдинский округ.
12. Бондаренко, Василий Артемьевич, управляющий Казахской республиканской конторой Госбанка. Карагандинский — Фурмановский округ.
13. Бультрикова, Балжан, министр социального обеспечения Казахской ССР. Шахтинский округ.
14. Вяткина, Галина Кирилловна, арматурщица Гаванского завода железобетонных изделий. Саранский округ.
15. Галинская, Надежда Романовна, арматурщица комбината железобетонных изделий. Кенгирский округ.
16. Ганкевич, Тимофей Евстафьевич, заместитель председателя Бюро ЦК КП Казахстана по руководству промышленностью и строительством. Менделеевский округ.
17. Геращенко, Кузьма Павлович, старший мастер доменного цех Карагандинского металлургического завода. Заводской округ.
18. Гергерт, Богдан Карлович, директор совхоза имени Энгельс Тельманского производственного управления. Курминский округ.
19. Гиммельфарб, Яков Михайлович, начальник Главцентрстроя Министерства строительства Казахской ССР. Каражалский округ.
20. Горбань, Александр Сергеевич, бригадир тракторной бригады совхоза „Бурча“ Жана-Аркинского производственного управления. Жана-Аркинский округ.
21. Дорохов, Степан Дмитриевич, военнослужащий. Станционный округ.
22. Ермагамбетов, Токен, мастер-взрывник шахты 86-87 треста „Октябрьуголь“ комбината „Карагандауголь“. Карагандинский — Горьковский округ.
23. Есимжанова, Калима Калиашевна, мастер-швея Карагандинской швейной фабрики № 1. Карагандинский округ.
24. Ефремова, Таисия Ивановна, председатель исполкома Тельманского районного Совета депутатов трудящихся. Ульяновский округ.
25. Жекеева, Кульпараш, доярка совхоза имени Чапаева Нуринского производственного управления. Захаровский округ.
26. Жанасов, Жангер, председатель исполкома Джезказганского городского Совета депутатов трудящихся. Карсакпайский округ.
27. Жунусов, Алиякпар Койлыбаевич, старшин чабан Улутауского совхоза Джездинского производственного управления. Улутауский округ.
28. Журавлева, Александра Никифоровна, инженер 5-й дистанции связи Карагандинского отделения Казахской железной дороги. Железнодорожный округ.
29. Зарубин, Иван Иванович, второй секретарь ЦК ЛКСМ Казахстана. Коктасский округ.
30. Кабатбаева, Написа Мутышбаевна, учительница средней школы № 32 города Караганды. Ждановский округ.
31. Катков, Лазарь Михайлович, первый секретарь Темир-Тауского горкома КП Казахстана. Энергетический округ.
32. Ким, Илья Лукич, министр финансов Казахской ССР. Комсомольский округ.
33. Кияница, Андрей Петрович, редактор газеты „Казахстанская правда“. Центральный округ.
34. Кононенко, Даниил Фадеевич, министр коммунального хозяйства Казахской ССР. Советский округ.
35. Копаев, Нтыкпай, старший плавильщик Балхашского горнометаллургического комбината. Балхашский округ.
36. Кудушев, Шаймарден, машинист горного комбината шахты № 3 имени Кирова треста Кировуголь». Карагандинский — Кировский округ.
37. Курганов, Александр Васильевич, министр строительства Казахской ССР. Джезказганский— Строительный округ.
38. Логачев, Игнат Петрович, бригадир проходчиков участка ОКР шахты № 35 треста «Октябрьуголь». Ново-Майкудукский округ.
39. Матюшин, Петр Петрович, директор Балхашского горнометаллургического комбината. Первомайский округ.
40. Медеубаев, Мухан, секретарь парткома Каркаралинского производственного управления" Каркаралинский округ.
41. Мирошникова, Валентина Ивановна, аппаратчица контактного цеха Карагандинского завода синтетического каучука. Соцгородской округ.
42. Михайлов, Владимир Владимирович, заместитель директора Химико-металлургического Института Академии наук Казахской ССР. Карагандинский — Комсомольский округ.
43. Павленко, Клара Парфентьевна, начальник обогатительной фабрики рудника Акжал Акчатауского промышленного района. Четский округ.
44. Пазенко, Яков Афанасьевич, председатель исполкома Карагандинского сельского областного Совета депутатов трудящихся. Нуринский округ.
45. Пильщикова, Галина Ивановна, старший флотатор обогатительной фабрики № 1 литейно-механического завода Джезказганского горно-металлургического комбината. Дворцовый округ.
46. Рожченко, Евгений Николаевич, председатель Карагандинского совета народного хозяйства. Коунрадский округ.
47. Саламатов, Владимир Григорьевич, первый секретарь Карагандинского горкома КП Казахстана. Новогородской округ.
48. Сеньков, Николай Осипович, министр здравоохранения Казахской ССР. Горбачевский округ.
49. Сергазин, Файзулла Сергазинович, председатель исполкома Карагандинского промышленного областного Совета депутатов трудящихся. Горняцкий округ.
50. Сериков, Аким, председатель Карагандинского промышленного облпрофсовета. Абайский — Строительный округ.
51. Соломенцев, Михаил Сергеевич, второй секретарь ЦК КП Казахстана. Карагандинский — Ленинский округ.
52. Сусляков, Иван Алексеевич, машинист горного комбайна шахты № 31. Ново-Тихоновский округ.
53. Тугумбаева, Таук, доярка совхоза № 4 Осакаровского производственного управления. Осакаровский округ.
54. Урстенов, Жакен, начальник участка шахты № 18 треста «Октябрьуголь», Карагандинский — Октябрьский округ.
55. Устинов, Анатолий Михайлович, начальник лаборатории Карагандинского научно-исследовательского института угольной промышленности. Карагандинский — Заводской округ.
56. Шарапова, Любовь Андреевна, машинист подъёма шахты № 3 Тентекская-Вертикальная Саранского шахтостроительного управления. Шахтинский округ.

## Семипалатинская область
1. Баймурзин, Абильмажин Габдрахманович, председатель Семипалатинского совнархоза. Чарский округ.
2. Бейсембаева, Дильафрус Хаиржановна, швея-мотористка семипалатинской фабрики «Большевичка Украины». Семипалатинский — Береговой округ.
3. Даиров, Музаппар Даирович, председатель исполкома Семипалатинского областного Совета депутатов трудящихся. Бескарагайский округ.
4. Даневич, Волошина Никитична, врач Сосновского врачебного участка Бескарагайского сельского района. Семеновский округ.
5. Джексембеков, Мергали, начальник Аягузского производственного управления. Аягузский округ.
6. Жаксылыкова, Айтжан, комбайнер Аксуатского совхоза Кокпектинского производственного управления. Аксуатский округ.
7. Ибраев, Гадил Ибраевич, директор совхоза «Каракол» Аягузского производственного управления. Таскескенский округ.
8. Иманбаева, Нагима, сортировщица Семипалатинской фабрики первичной обработки шерсти. Семипалатинский — Левобережный округ.
9. Какимжанов, Ануарбек Какимжанович, второй секретарь Семипалатинского обкома Казахстана. Акжалский округ.
10. Кобжасаров, Кудайберген Дюсенович, начальник Семипалатинского отделения железной дороги. Семипалатинский — Железнодорожный округ.
11. Лосева, Зоя Сергеевна, первый секретарь Семипалатинского горкома КП Казахстана, Заводо-Затонский округ.
12. Лютова, Нина Максимовна, звеньевая кукурузоводческого звена совхоза «Чигилек» Кокпектинского производственного управления. Кокпектинский округ.
13. Мочалин, Фёдор Иванович, заведующий отделом легкой, пищевой промышленности и торговли Бюро ЦК КП Казахстана по руководству промышленностью и строительство Семипалатинский — Привокзальный округ.
14. Мусагулова, Жамши, чабан совхоза «Горный» Аягузского производственного управления. Аягузский — Сельский округ.
15. Мусина, Бахтыбала Даутовна, доярка колхоза «Красное знамя» Бородулихинского производственного управления. Новопокровский округ.
16. Мусрепов, Габит Махмудович, писатель. Маканчинский округ.
17. Нурбаев, Карим, секретарь парткома Абаевского производственного управления. Абаевский округ.
18. Омаров, Бакаш, чабан совхоза «Октябрьский» Жарминского производственного управления. Жарминский округ.
19. Рыбина, Мария Ивановна, председатель исполкома Бородулихинского сельского районного Совет депутатов трудящихся. Бородулихинский округ.
20. Симонов, Борис Фёдорович, машинист экскаватора рудника Бакыршык Чарского промышленного района. Ново-Баженовский округ.
21. Трухина, Руфина Ивановна, скотобоец мясного цеха Семипалатинского мясокомбината. Семипалатинский — Калининский округ.
22. Турганбаев, Рахманбек, старший чабан Колхоза «Красные горные орлы» Урджарского производственного управления. Урджарский округ.
23. Усатов, Леонтий Фёдорович, председатель колхоза имени Ленина Урджарского производственного управления. Некрасовский округ.
24. Чалова, Мария Федоровна, свинарка колхоза имени Калинина Бородулихинского производственного управления. Ново-Шульбинский округ.
25. Шарипов, Исагали Шарипович, председатель Президиума Верховного Совета Казахской ССР. Семипалатинский — Центральный округ.

## Западно-Казахстанский край, Актюбинская область
1. Алгалиева, Балкия, доярка сельхозартели «30 лет Казахстана» Новороссийского производственного управления. Степной округ.
2. Алдияров, Тулеу Алдиярович, секретарь парткома Челкарского производственного управления. Челкарский — Городской округ.
3. Ахметов, Геният, машинист локомотивного депо станции Актюбинск. Актюбинский — Железнодорожный округ.
4. Бектурганов, Хасан Шайахметович, первый секретарь Актюбинского сельского обкома КП Казахстана. Челкарский — Сельский округ.
5. Бородин, Константин Петрович, председатель исполкома Актюбинского сельского областного Совета депутатов трудящихся. Джурунский округ.
6. Бризицкая, Мария Григорьевна, рабочая станции Кандагач. Кандагачский округ.
7. Есенов, Шахмардан Есенович, министр геологии и охраны недр Казахской ССР. Эмбинский округ.
8. Жолмурзаев, Байсалбай, начальник Темирского производственного управления. Темирский округ.
9. Захаров, Виктор Кузьмич, председатель исполкома Актюбинском городского Совета депутатов трудящихся. Актюбинский округ.
10. Каракушикова, Айжан, чабан совхоза имени Абая Темирского производственного управления Байганинский округ.
11. Керимбаева, Сакыш Валиевна, главный врач Саралжинского фельдшерского пункта Хобдинского сельского района. Уилский округ.
12. Коломиец, Фёдор Степанович, секретарь ЦК КП Казахстана, первый секретарь Целинного крайкома КП Казахстана. Мартукский округ.
13. Кудайбергенова, Злия Даулетияровна, маляр Актюбинского завода металлоизделий. Актюбинский — Калининский округ.
14. Лускань, Андрей Степанович, бригадир комплексной бригады сельхозартели имени Кирова Мартукского производственного управления. Яйсанский округ.
15. Морозов, Виктор Михайлович, бригадир Тракторной бригады Щербаковского совхоза Карабутакского производственного управления. Карабутакский округ.
16. Сорокин, Герман Алексеевич, директор Актюбинского завода хромовых соединений. Актюбинский — Ленинский округ.
17. Тлеукулова, Кульпан, доярка Магаджанского совхоза Новороссийского производственного управления. Новороссийский округ.
18. Чемоданов, Фёдор Евгеньевич, председатель колхоза имени Калинина Хобдинского производственного управления. Хобдинский округ.
19. Шабикова, Балсары, трактористка колхоза «Коммунист» Алгинского производственного управления. Ключевой округ.
20. Шаяхметов, Рахимжан Омарович, председатель исполкома Западно-Казахстанского краевого Совета депутатов трудящихся. Хромтауский округ.

## Гурьевская область
1. Даулеткалиев, Сахан, чабан колхоза «Передовик» Махамбетского производственного управления. Баксайский округ.
2. Досмухамбетов, Жолдаскали Ахметович, начальник объединения «Казахстаннефть» Эмбинского промышленного района. Кульсаринский округ.
3. Григорян, Рубен Арамаисович, начальник строительного управления. Гурьевский — Советский округ.
4. Егизбаев, Косай Алекулович, первый секретарь Гурьевского сельского обкома КП Казахстана. Гурьевский округ.
5. Жумабаева, Дамели, оператор добычи нефти промысла Макат Эмбинского промышленного района. Макатский округ.
6. Испулаева, Роза Халитовна, учительница Зорматинской средней школы Денгизского сельского района. Денгизский округ.
7. Калиев, Кошкинбай, буровой мастер Ералинской геолого-изыскательской партии. Шевченковский округ.
8. Кубашев, Сагидулла, председатель исполкома Гурьевского сельского областного Совета депутатов трудящихся. Котяевский округ.
9. Масабаева, Шолпан, формовщица литейного цеха завода имени Петровского. Эмбинский округ.
10. Меиров, Пурым, табунщик Колхоза имени Ленина Мангистауского производственного управления. Мангистауский округ.
11. Таласпаев, Беришбай, бригадир тракторной бригады Гурьевского племовцесовхоза Кзылкогинского производственного управления. Кзылкогинскский округ.
12. Фатеев, Николай Евсеевич, первый секретарь Гурьевского горкома КП Казахстана. Куйбышевский округ.
13. Шарипова, Кадиша, резальщица Гурьевского рыбоконсервного комбината им. Ленин Балыкшинского промышленного района. Балыкшинский округ.
14. Шилина, Валентина Александровна, начальник тематической партии Гурьевской геофизической экспедиции треста «Казахстаннефтегазфизика». Гурьевский — Заводской округ.

## Уральская область
1. Азаматова, Уасиля Азаматовна, врач Чапаевской районной больницы Чапаевского сельского района. Чапаевский округ.
2. Аймурзинов, Сальмен Куспанович, сменный мастер холодильника Уральского мясокомбината. Железнодорожный округ.
3. Ахметсафин, Садыр, старший чабан совхоза имени Ленина Зеленовского производственного управления. Каменский округ.
4. Батынова, Магруфа Хайрушевна, председатель исполкома Джамбейтинского сельского районного Совета депутатов трудящихся. Каратебинский округ.
5. Брыжин, Александр Алексеевич, второй секретарь Уральского сельского обкома КП Казахстана. Казахстанский округ.
6. Губашова, Салима, старший чабан Казтоловского овцесовхоза Казталовского производственного управления. Казталовский округ.
7. Забежанский, Натан Хаимович, председатель республиканского объединения с «Казсельхозтехника». Чингирлауский округ.
8. Исенов, Мухамбет Айтуевич, второй секретарь Западно-Казахстанского крайкома КП Казахстана. Ленинский округ.
9. Ишмаков, Талгат Хусайнович, начальник Фурмановского производственного управления. Фурмановский округ.
10. Каналиев, Мулдаш, председатель колхоза «Кзыл ту» Джамбейтинского производственного управления. Джамбейтинский округ.
11. Майтанов, Гатау, помощник бригадира тракторной бригады колхоза имени Ленина Чапаевского производственного управления. Октябрьский округ.
12. Молчанов, Андрей Фёдорович, бригадир плотников СМУ-1 «Жилстрой» треста «Уральскпромстрой». Фурмановский округ.
13. Мясникова, Валентина Антоновна, фрезеровщица механического завода. Пушкинский округ.
14. Скворцов, Иван Александрович, первый заместитель председателя исполкома Западно-Казахстанского краевого Совета депутатов трудящихся. Тайпакский округ.
15. Скобычкин, Фёдор Фёдорович, директор Березовского зерносовхоза Бурлинского производственного управления. Бурлинский округ.
16. Скориков, Николай Александрович, секретарь парткома Приурального производственного управления. Приуральный округ.
17. Такибаев, Жабага Сулейменович, президент Академия наук Казахской ССР. Теректинский округ.
18. Утешкалиев, Игимбет, чабан совхоза имени Маншук Маметовой Джаныбекского производственного управления. Джаныбекский округ.
19. Шарипова, Жамиля, доярка колхоза имени ХХIII партсъезда Зеленовского производственного управления. Зеленовский округ.

## Целинный край, Кокчетавская область
1. Алиев, Мамай Мадьярович, скотник совхоза имени газеты «Правда» Чистопольского производственного управления. Арыкбалыкский округ.
2. Алькибаев, Мантай Сарсенович, чабан Кокчетавской сельскохозяйственной опытной станции. Конезаводской округ.
3. Быков, Алексей Николаевич, первый заместитель председателя исполкома Целинного краевого Совета депутатов трудящихся. Кокчетавский — Кировский округ.
4. Гончаров, Леонид Борисович, начальник Главного управления шоссейных дорог при Совете министров Казахской ССР. Кокчетавский — Городской округ.
5. Давыденко, Василий Иванович, второй секретарь Кокчетавского сельского обкома КП Казахстана. Красноармейский — Сельский округ.
6. Джусупов, Бекайдар, председатель Верховного суда Казахской ССР. Урожайный округ.
7. Дюсюкеева, Кульшат, доярка Срымбетского совхоза Володарского производственного управления. Октябрьский округ.
8. Елибаев, Абдуразак Алпысбаевич, министр связи Казахской ССР. Володарский округ.
9. Жангабулов, Байгабул, тракторист совхоза имени 40-летия Казахской ССР Кокчетавского производственного управления. Зерендинский округ.
10. Жданов, Агей Евгеньевич, заведующий отделом административных органов ЦК КП Казахстана. Чистопольский округ.
11. Зуб, Василий Никифорович, начальник Кзылтуского производственного управления. Кзылтуский округ.
12. Иванов, Антон Михайлович, секретарь парткома Щучинского производственного управления. Щучинский — Сельский округ.
13. Ковалевская, Тамара Леонтьевна, машинист тепловоза локомотивного депо станции Курорт— Боровое. Щучинский — Городской округ.
14. Кожанов, Кырыкбай, начальник механизированного отряда совхоза имени Чокана Валиханова Рузаевского производственного управления. Рузаевский округ.
15. Крюков, Виктор Иванович (Герой Социалистического Труда), председатель исполкома Кокчетавского сельского областного Совета депутатов трудящихся. Казанский округ.
16. Новиков, Алексей Данилович, директор совхоза имени Менжинского Ленинградского производственного управления. Ленинградский округ.
17. Новикова, Мария Федоровна, телятница колхоза «Борьба за новый быт» Красноармейского производственного управления. Коллеровский округ.
18. Приз, Зинаида Иосифовна, бригадир свинофермы Толбухинского совхоза Кзылтуского производственного управления. Совхозный округ.
19. Проскуряков, Николай Яковлевич, председатель исполкома Ленинградского сельского районного Совета депутатов трудящихся. Чкаловский округ.
20. Процак, Леонид Федорович, столяр треста «Кокчетавстрой». Кокчетавский — Куйбышевский округ.
21. Рогинец, Михаил Георгиевич, заместитель Председателя Госплана Казахской ССР. Энбекшильдерский округ.
22. Романчуков, Петр Иванович, бурильщик шахты имени Куйбышева горнорудного участка «Степняк». Степнякский округ.
23. Чиж, Иван Федотович, слесарь-контролер Таинчинского завода запасных частей. Красноармейский — Городской округ.
24. Шаповалова, Валентина Емельяновна, доярка совхоза «Раздольный» Кокчетавского производственного управления. Кокчетавский — Сельский округ.
25. Шатенова, Рахима Ахметжановна, врач-фтизиатр санатория «Боровое». Боровской округ.
26. Ярошенко, Василий Петрович, комбайнер Златопольского совхоза Щучинского производственного управления. Дмитриевский округ.

## Кустанайская область
1. Абдрахманов, Жармухамбет, старший чабан совхоза имени 40-летия Казахстана Амангельдинского производственного управления. Амангелдинский округ.
2. Амосова, Александра Степановна, зоотехник Силантьевского совхоза Кустанайского производственного управления. Убаганский округ.
3. Андреев, Сергей Иванович (депутат), председатель Целинного крайсовпрофа. Урицкий округ.
4. Батуров, Тимофей Иванович, министр энергетики и электрификации Казахской ССГ. Камышинский округ.
5. Великанов, Валентин Евгеньевич, председатель исполкома Кустанайского городского Совета депутатов трудящихся. Кустанайский — Джамбулский округ.
6. Волков, Гавриил Моисеевич, заместитель председателя Комитета госбезопасности Казахской ССР. Кушмурунский округ.
7. Гарагаш, Александр Дементьевич, председатель исполкома Кустанайского сельского областного Совета депутатов трудящихся. Орджоникидзевский округ.
8. Голубева, Нина Максимовна, доярка Карасуского зерносовхоза Карасуского производственного управления. Карасуский округ.
9. Деккер, Екатерина Генриховна, доярка Кустанайской областной сельскохозяйственной опытной станции Кустанайского производственного управления. Затобольский округ.
10. Досанова, Злыха, доярка Джетыгаринского совхоза Джетыгаринского производственного управления. Джетыгаринский округ.
11. Дьяконов, Пётр Андреевич (депутат), машинист экскаватора Сарбайского рудоуправления. Рудный — Тобольский округ.
12. Жалкишин, Жумагали, чабан зерносовхоза имени Абая Тобольского производственного управления. Апановский округ.
13. Жуков, Леонид Георгиевич, заведующий отделом транспорта и связи Бюро ЦК КП Казахстана по руководству промышленностью и строительствам. Ломоносовский округ.
14. Запорожский, Константин Андреевич, секретарь парткома Демьяновского производственного управления. Пресногорьковский округ.
15. Имашев, Саттар Нурмашевич, секретарь Целинного Крайкома КП Казахстана. Кустанайский — Сельский округ.
16. Калимова, Кульпан Кадыржановна, швея Кустанайской швейной фабрики «Большевичка». Кустанайский — Калининский округ.
17. Карахаенко, Вячеслав Павлович, составитель поездов железнодорожной станции Кустанай. Кустанайский — Куйбышевский округ.
18. Касаткина, Лидия Петровна, утятница Тарановского птицесовхоза Тобольского производственного управления. Тарановский округ.
19. Касымканов, Аубакир Касымканович, второй секретарь Кустанайского сельского обкома КП Казахстана. Ново-Ильинский округ.
20. Козыбаев, Оразалы Абилевич, начальник Аркалыкского производственного управления. Аркалыкский округ.
21. Крюкова, Капитолина Николаевна, заместитель председателя Президиума Верховного Совета Казахской ССР. Федоровский округ.
22. Лебедева, Мария Михайловна, свинарка зерносовхоза «Севастопольский» Урицкого производственного управления. Барвиновский округ.
23. Оробей, Анна Ильинична, учительница Семиозерной средней школы № 1 Семиозерного сельского района. Семиозерный округ.
24. Панков, Дмитрий Александрович, министр охраны общественного порядка Казахской ССР. Пешковский округ.
25. Савостин, Владимир Григорьевич, директор Карабалыкской сельскохозяйственной опытной станции Комсомольского производственного управления. Комсомольский округ.
26. Сандригайло, Николай Фадеевич, директор Соколовско-Сарбайского горно-обогатительного комбинат. Рудный — Павловский округ.
27. Седляревич, Владимир Алексеевич, начальник Казахского управления ГВФ. Введенский округ.
28. Соловьева, Валентина Яковлевна, каменщик СУ «Промстрой». Джетыгаринский округ.
29. Спанов, Махмут, старший чабан Диевского совхоза Семиозерного производственного управления. Сулыкольский округ.
30. Токарев, Михаил Федорович, бригадир тракторной бригады Айдарлинского совхоза Октябрьского производственного управления. Октябрьский округ.
31. Тукушев, Николай Бикмухамбетович, бригадир животноводческого отделения № 1 Боскольского совхоза Комсомольского производственного управления. Карабалыкский округ.
32. Уанпаев, Кадыр Жолманович, тракторист Ново-Покровского совхоза Демьяновского производственного управления. Узункольский округ.
33. Усов, Федор Михайлович, секретарь Рудного горкома КП Казахстана. Рудный округ.
34. Фесько, Антонина Леонтьевна, штукатур СМУ-2 Кустанайского строительного треста. Кустанайский — Ленинский округ.
35. Хван, Николай Григорьевич, директор совхоза имени Ленина Федоровского производственного управления. Ленинский округ.
36. Хлебникова, Нина Федоровна, старшая аппаратчица Кустанайского завода искусственного волокна. Кустанайский — Бауманский округ.
37. Шестакова, Мария Михайловна, врач-рентгенолог Боровской районной больницы. Мендыгаринский округ.
38. Шманов, Тастанбек, председатель исполкома Джетыгаринского сельского районного Совета депутатов трудящихся. Джангильдинский округ.
39. Щербакова, Нина Яковлевна, доярка Аятского совхоза Денисовского производственного управления. Свердловский округ.

## Павлодарская область
1. Асаинова, Жиенше, учительница Качирской казахской 11-летней школы Качирского сельского района. Федоровский округ.
2. Балтенов, Мубарак, тракторист-кукурузовод совхоза имени Чкалова Краснокутского производственного управления. Краснокутский округ.
3. Братченко, Борис Фёдорович, заместитель председателя Совета Министров Казахской ССР, председатель Госплана Казахской ССР. Коминтерновский округ.
4. Будилов, Василий Михайлович, директор Бескарагайского овцеплемсовхоза Павлодарского производственного управления. Лебяжинский округ.
5. Вуколова, Александра Владимировна, заведующая костнотуберкулезным отделением Павлодарской объединённой городской детской больницы. Павлодарский — Береговой округ.
6. Джангозин, Джакипбек Джангозинович, председатель исполкома Павлодарского сельского областного Совета депутатов трудящихся. Успенский округ.
7. Жукова, Евдокия Алексеевна, птичница совхоза «Прииртышский» Железинского производственного управления. Урлютюбский округ.
8. Кочкин, Георгий Васильевич, секретарь Целинного крайкома КП Казахстана. Павлодарский — Железнодорожный округ.
9. Ладыгин, Виктор Иванович, механизатор-комбайнер Белогорского совхоза Ермаковского производственного управления. Ленинский округ.
10. Мартыненко, Павел Иванович, машинист экскаватора северного вскрышного разреза экибастузского треста «Иртышуголь». Экибастузский округ.
11. Мацкевич, Владимир Владимирович (государственный деятель), председатель исполкома Целинного краевого Совета депутатов трудящихся. Павлодарский — Сельский округ.
12. Мукашев, Нурум Жантимирович, тракторист колхоза «Маяк» Успенского производственного управления. Ковалевский округ.
13. Мусабаева, Культай, доярка фермы № 1 Песчанского совхоза Качирского производственного управления. Максимо-Горьковский округ.
14. Наумова, Нина Гавриловна, токарь павлодарского завода «Октябрь». Павлодарский — Советский округ.
15. Ровба, Вера Лаврентьевна, сменный мастер бетоно-растворного узла Ермаковского завода железобетонных конструкций. Ермаковский округ.
16. Слажнев, Иван Гаврилович, первый секретарь Павлодарского сельского обкома КП Казахстана. Суворовский округ.
17. Слесаренко, Татьяна Ивановна, доярка колхоза «Ленинский путь» Щербактинского производственного управления. Цюрупинский округ.
18. Старусев, Сергей Иванович, начальник Иртышского производственного управления. Иртышский округ.
19. Тайсалакова, Айткен, строймастер комбината «Майкаинзолото». Майкаинский округ.
20. Требухин, Фёдор Васильевич, секретарь Павлодарского горкома КП Казахстана. Павлодарский — Центральный округ.
21. Тулеубеков, Капен, директор Жана-Жолского совхоза Баян-Аульского производственного управления. Баян-Аульский округ.
22. Тусупова, Батиха, старший чабан Ермаковского совхоза Ермаковского производственного управлений. Майский округ.
23. Чайко, Владимир Евгеньевич, секретарь парткома Щербактинского производственного управления. Галкинский округ.
24. Часовникова, Ариадна Леонидовна, начальник ЦСУ при Совете Министров Казахской ССР. Михайловский округ.
25. Шевченко, Юрий Михайлович, управляющий трестом «Павлодарпромстрой». Павлодарский — Строительный округ.

## Северо-Казахстанская область
1. Айтимов, Бикбай, старший чабан второго отделения Чистовского совхоза Булаевского производственного управления. Булаевский округ.
2. Алёшкина, Татьяна Марковна, бригадир бригады штукатуров треста «Петропавловскстрой». Петропавловский — Привокзальный округ.
3. Аскарбеков, Сарсенбай, кукурузовод Смирновского совхоза Советского производственного управления. Советский округ.
4. Барсуков, Григорий Семёнович, помощник бригадира комплексной бригады колхоза «Красная крепость» Булаевского производственного управления. Конюховский округ.
5. Буторин, Вадим Константинович, директор Налобинского совхоза Мамлютского производственного управления. Соколовский округ.
6. Гугнян, Александра Никандровна, главный инженер Петропавловского хромзавода. Подгорный округ.
7. Закирьянова, Зайнигараб, доярка Образцового производственного совхоза Ленинского производственного управления. Явленский округ.
8. Кириенко, Виктория Степановна, агроном Киялинского совхоза Советского производственного управления. Киялинский округ.
9. Кудин, Сергей Васильевич, токарь Петропавловского механического завода. Промышленный округ.
10. Лосев, Константин Семёнович, начальник Советского производственного управления. Полудинский округ.
11. Медведева, Надежда Павловна, токарь механического завода. Петропавловский — Заводской округ.
12. Мельник, Григорий Андреевич, заместитель председателя Совета Министров Казахской ССР министр производства и заготовок сельскохозяйственных продуктов Казахской ССР. Приишимский округ.
13. Петухов, Леонид Зиновьевич, секретарь парткома Булаевского производственного управления. Ждановский округ.
14. Пилюгин, Георгий Иосифович, машинист электровоза локомотивного депо станции Петропавловск. Петропавловский — Железнодорожный округ.
15. Подгорбунский, Кузьма Захарович, первый секретарь Северо-Казахстанского сельского обкома КП Казахстана. Благовещенский округ.
16. Саенко, Мария Алексеевна, доярка Ольгинского совхоза Сергеевского производственного управления. Октябрьский округ.
17. Суворова, Мария Васильевна, главный врач Возвышенской межсовхозной больницы Булаевского сельского района. Возвышенский округ.
18. Трегубченко, Валентина Петровна, учительниц Буденновской средней школы Пресновского сельского района. Первомайский округ.
19. Укубаев, Акфан Укубаевич, председатель исполкома Северо-Казахстанского сельского областного Совета депутатов трудящихся. Тимирязевский округ.
20. Хачатуров, Стюарт Артёмович, заместитель председателя Совета Министров Казахской ССР. Тарангульский округ.
21. Чернышёв, Александр Иванович, председатель исполкома Петропавловского городского Совета депутатов трудящихся. Петропавловский — Центральный округ.
22. Шварц, Христиан Готфридович, комбайнер колхоза имени XXII партсъезда Мамлютского производственного управления. Мамлютский округ.
23. Шульга, Александра Назаровна, свинарка Пресновского совхоза Пресновского производственного управления. Пресновский округ.
24. Шухов, Иван Петрович, писатель. Сергеевский округ.

## Целиноградская область
1. Априщенко, Анастасия Захаровна, старшая свинарка колхоза «Новая жизнь» Атбасарского производственного управления. Атбасарский — Северный округ.
2. Асанов, Темиргали Айтжанович, токарь механического цеха Атбасарского завода шестерен. Атбасарский — Городской округ.
3. Байтуаров, Шамшит Шошанович, чабан совхоза «Казахстанский» Ерментауского производственного управления. Ерментауский округ.
4. Билялов, Калий, министр высшего и среднего специального образования Казахской ССР. Баршинский округ.
5. Биргебаев, Абдрахман, ставший чабан совхоза «Ишимский» Жаксынского производственного управления. Кийминский округ.
6. Боброва, Евдокия Тихоновна, старший стрелочник станции Атбасар Казахской железной дороги. Атбасарский—Станционный округ.
7. Боровой, Иван Михайлович, начальник Астраханского производственного управления. Ново-Колутонский округ.
8. Буров, Иван Михайлович, второй секретарь Целинного крайкома КП Казахстана. Целиноградский — Центральный округ.
9. Габдулина, Шарбан Кожахметовна, учительница Даниловской 11-летней школы Алексеевского сельского района. Никольский округ.
10. Гоц, Геннадий Сидорович, первый секретарь Целинного крайкома ЛКСМК. Тургайский округ.
11. Грачева, Вера Ивановна, токарь завода имени Ленина. Макинский округ.
12. Демиденко, Василий Петрович, первый секретарь Целиноградского сельского обкома КП Казахстана. Есильский округ.
13. Жилин, Николай Власович, комбайнер A совхоза Целиноградского производственного управления. Вишневский округ.
14. Исянбаева, Роза Абуталиповна, осмотрщик-автоматчик станции Целиноград Казахской железной дороги. Целиноградский — Железнодорожный округ.
15. Клейнгольд, Володар Яковлевич, первый секретарь Целиноградского горкома КП Казахстана. Целиноградский — Вокзальный округ.
16. Кожанязова, Мария Семеновна, доярка совхоза имени КазЦИКа Алексеевского производственного управления. Шортандинский округ.
17. Козлов, Алексей Иванович (министр), первый заместитель председателя исполкома Целинного краевого Совета депутатов трудящихся. Кенесский округ.
18. Коклягина, Анна Ермолаевна, доярка совхоза «Новоникольский» Балкашинского производственного управления. Балкашинский округ.
19. Корнеев, Василий Никифорович, председатель исполкома Целиноградского сельского областного Совета депутатов трудящихся. Баранкульский округ.
20. Кочеганов, Нугумет Оспанович, кузнец сборочного цеха Целиноградского насосного завода. Целиноградский — Восточный округ.
21. Кудрявцев, Петр Иванович, прокурор Казахской ССР. Жаксынский округ.
22. Кузьмин, Валентин Петрович, заведующий отделом селекции Шортандинского научно-исследовательского института зернового хозяйства. Сандыктауский округ.
23. Кусаинов, Сакан, секретарь парткома Алексеевского производственного управления. Алексеевский округ.
24. Лихобаба, Иван Григорьевич, директор Самарского совхоза Атбасарского производственного управления. Атбасарский — Сельский округ.
25. Логинова, Тамара Дмитриевна, заведующая идеологическим отделом Бюро ЦК КП Казахстана по руководству сельским хозяйством. Казгочинский — Сельский округ.
26. Лысенкова, Антонина Александровна, врач Целиноградской районной больницы, Ново-Ишимский округ.
27. Ляхова, Вера Митрофановна, формовщица литейного цеха целиноградского завода «Казахсельмаш». Целиноградский — Заводской округ.
28. Омарова, Раиса Абдрашевна, заведующая Кургальджинской районной ветеринарно-бактериологической лабораторией. Кургальджинский округ.
29. Оразбаева, Клара Баймагамбетовна, шофер совхоза Кзыл-Жарский Астраханского производственного управления. Калининский округ.
30. Петрищева, Янина Феликсовна, главный агроном совхоза вмени Кирова Целиноградского производственного управления. Целиноградский — Сельский округ.
31. Пушкина, Тамара Сергеевна, электросварщика строительно-монтажного поезда 209 треста «Целинтрансстрой». Целиноградский — Северный округ.
32. Садуов, Шакуали, тракторист-комбайнер совхоза «Путь к коммунизму» Астраханского производственного управления. Новочеркасский округ.
33. Скаженник, Григорий Викторович, бригадир тракторной бригады зерносовхоза «Дальний» Есильского производственного управления. Целиноградский округ.
34. Смирнов, Сергей Артемович, директор горнорудного предприятия. Аксуский — Промышленный округ.
35. Трухин, Петр Михайлович, председатель Целинного совнархоза. Жолымбетский — Промышленный округ.

## Южно-Казахстанский край, Джамбулская область
1. Абуева, Материя, врач-педиатр Чуйской районной больницы. Новотроицкий округ.
2. Акбозов, Туребай Акжолович, начальник Таласского производственного управления. Таласский округ.
3. Аскаров, Асанбай Аскарович, первый секретарь Джамбулского сельского обкома КП Казахстана, Бурненский округ.
4. Бекбергенов, Махамбет, монтажник СМУ-31 треста «Джамбулхимпромстрой». Джамбулский — Фурмановский округ.
5. Буленбаева, Кульдар, доярка совхоза «Ровное» Свердловского производственного управления. Ровненский округ.
6. Дуйсенов, Омар, старший чабан колхоза «Красный Октябрь» Курдайского производственного управления. Красногорский округ.
7. Дырдин, Василий Трофимович, первый заместитель председателя исполкома Южно-Казахстанского краевого Совета депутатов трудящихся. Курдайский округ.
8. Елубаев, Ниязбек, сварщик Джамбулского суперфосфатного завода. Джамбулский — Кировский округ.
9. Журмухамедов, Мухатай, председатель исполкома Джамбулского сельского областного Совета депутатов трудящихся. Ескичуйский округ.
10. Исмаилов, Азимбек, секретарь парткома Меркенского производственного управления. Луговской — Сельский округ.
11. Итбасова, Дильдаш, старший чабан совхоза «Айдарлы» Чуйского производственного управления. Коктерекский округ.
12. Кадырова, Кульданаш, доярка совхоза «Биликуль» Джувалинского производственного управления. Ассинский округ.
13. Кичко, Николай Феоктистович, тракторист-комбайнер колхоза "Большевик — Джувалинского производственного управления. Братский округ.
14. Комратов, Алимхан, председатель исполкома Джамбулского городского Совета депутатов трудящихся. Джамбулский — Ждановский округ.
15. Кончакова, Валентина Пантелеевна, зоотехник колхоза «Трудовик» Курдайского производственного управления. Каракунузский округ.
16. Кошелев, Иван Николаевич, главный инженер Чуйского локомотивного депо: Чуйский округ.
17. Левин, Александр Георгиевич, машинист Джамбулского локомотивного Депо. Джамбулский — Железнодорожный округ.
18. Ложкова, Елена Аверьяновна, штукатур Меркенского сахарного комбината. Ойталский округ.
19. Нахманович, Александр Львович, председатель колхоза имени XXII партсъезда Свердловского производственного управления. Джамбулский — Сельский округ.
20. Туликов, Александр Васильевич, управляющий делами Совета Министров Казахской ССР. Свердловский округ.
21. Сакенова, Сагат, трактористка совхоза имени Калинина Таласского производственного управления. Сарысуйский округ.
22. Сасыкбаева, Батика, набивщица отделочного цеха Джамбулского хромового завода. Джамбулский — Сахарозаводской округ.
23. Серёгина, Прасковья Кондратьевна, звеньевая свекловичного колхоза «Победа» Меркенского производственного управления. Костаганский округ.
24. Тютебаева, Раиса Тукеновна, старший инженер производственно-технического отдела «Каратау шахтстрой». Чулак-Тауский округ.
25. Умбетов, Оспан, председатель колхоза имени Джамбула Меркенского производственного управления. Меркенский округ.
26. Филимонова, Нина Николаевна, строгальщица Джамбулского литейно-механического завода. Джамбулский — Октябрьский округ.
27. Харламова, Валентина Борисовна, артистка Республиканского драматического театра. Брликский округ.

## Кзыл-Ординская область
1. Абенова, Акжан, штукатур управления «Промстрой» треста «Кзыл-Ордастрой». Кзыл-Ординский — Придарьинский округ.
2. Абуов, Козтай, директор рисосовхоза «Терень-Узек» Сырдарьинского производственного управления. Терень-Узекский округ.
3. Аскаров, Абен Аскарович, председатель исполкома Кзыл-Ординского сельского областного Совета депутатов трудящихся. Байгекумский округ.
4. Байшуаков, Абжами, секретарь парткома Казалинского производственного управления. Казалинский — Сельский округ.
5. Береза, Вениамин Григорьевич, первый заместитель председателя Казахского совета народного хозяйства. Аральский округ.
6. Бисенова, Кулпаш, рыбачка Кувандарбинской базы гослова Аральского рыбокомбината, Камышлыбашский округ.
7. Домин, Никита Степанович, военнослужащий. Калининский округ.
8. Джандильдин, Нурымбек, секретарь ЦП КП Казахстана. Кзыл-Ординский — Центральный округ.
9. Захаров, Александр Григорьевич, военнослужащий. Ленинский округ.
10. Ибадуллаев, Асан Алиевич, инструктор-машинист локомотивного депо станции Кзыл-Орда. Кзыл-Ординский — Железнодорожный округ.
11. Иксанов, Мустахим Белялович, первый секретарь Кзыл-Ординского сельского обкома Казахстана. Новоказалинский округ.
12. Махамбетов, Сартай, звеньевая кукурузоодческого звена колхоза «Гигант» Чиилийского производственного управления. Чиилийский округ.
13. Мырзахметов, Маден, бригадир укрупненной чабанской бригады Берлинского племсовхоза Чиилийского производственного управления. Яны-Курганский округ.
14. Пржанова, Баян, доярка совхоза имени Комсомола Сырдарьинского производственного управления. Сырдарьинский округ.
15. Сулейменов, Наби, чабан колхоза имени Энгельса Кармакчинского производственного управления. Кармакчинский округ.
16. Тажибаев, Абдильда, писатель-поэт. Джалагашский округ.
17. Утешев, Иса, зоотехник Приаральского совхоза Казалинского производственного управления. Казалинский — Городской округ.

## Чимкентская область
1. Абенов, Жумаш, старший чабан совхоза «Куюк» Ленинского производственного управления. Фогелевский округ.
2. Абильдаев, Казыбек, заведующий учебной частью Балыкшинского детского санатория Сайрамского сельского района. Балыкшинский округ.
3. Баймолдаева, Умсындык, доярка колхоза «Коммунизм» Сары-Агачского производственного управления. Ташкулакский округ.
4. Бейсембаев, Ултубай, секретарь парткома Туркестанского производственного управления. Караспанский округ.
5. Бердалин, Айтбек Машрапович, председатель исполкома Чимкентского сельского областного Совета депутатов трудящихся, Абайский округ.
6. Берестимов, Кабден, первый секретарь Чимкентского горкома КП Казахстана. Чимкентский — Калининский округ.
7. Богатов, Александр Иванович, машинист локомотивного депо станции Туркестан. Туркестаном — Железнодорожный округ.
8. Волынский, Александр Моисеевич, председатель Южно-Казахстанского совета народного хозяйства. Чимкентский — Амангельдинский округ.
9. Гришин, Евгений Владимирович (депутат), слесарь-лекальщик завода прессов автоматов имени Калинина. Чимкентский — Центральный округ.
10. Гулямова, Курсия, механик-водитель хлопкоуборочной машины колхоза «Ленинизм» Туркестанского производственного управления. Туркестанский — Фрунзенский округ.
11. Джамалов, Ордабек, председатель колхоза имени Ленина Сайрамского производственного управления. Сайрамский округ.
12. Джанибеков, Узбекали, первый секретарь ЦК ЛКСМ Казахстана. Октябрьский округ.
13. Елеманов, Абдрахим Елеманович, министр сельского хозяйства Казахской ССР. Карабулакский округ.
14. Жунисова, Тынды, доярка колхоза имени Калинина Ленинского производственного управления. Георгиевский округ.
15. Касымов, Ашим Касымович, начальник управления строительства Чардаринского водохранилища. Кзылкумский округ.
16. Кенжетаев, Калдарбек, бурильщик рудника «Миргалимсай». Кентауский округ.
17. Койбаев, Токберген, старший чабан совхоза «Сызган» Сузакского производственного управления. Сузакский округ.
18. Кривошлыкова, Анна Никитична, помощник мастера Чимкентского хлопчатобумажного комбината. Чимкентский — Комсомольский округ.
19. Ливенцов, Василий Андреевич, первый секретарь Чимкентского сельского обкома КП Казахстана. Александровский округ.
20. Мамбеталиева, Салима, доярка совхоза имени XXI партсъезда Сайрамского производственного управления, Чимкентский — Сельский округ.
21. Манасов, Калыбек, председатель исполкома Кзылкумского сельского районного Совета депутатов трудящихся. Шаульдерский округ.
22. Мартынов, Иван Иванович (депутат), бригадир каменщиков строительного управления «Цемстрой» треста «Чимкентпромстрой». Чимкентский — Ждановский округ.
23. Морозов, Андрей Константинович, председатель исполкома Южно-Казахстанского краевого Совета депутатов трудящихся. Чубаровский округ.
24. Омаров, Мирзахан, машинист тепловозного депо станции Арысь. Арысский округ.
25. Питулов, Афанасий Зиновьевич, второй секретарь Южно-Казахстанского крайкома КП Казахстана. Вознесенский округ.
26. Плахов, Владимир Борисович, начальник Сайрамского производственного управления. Манкентский округ.
27. Пупашенко, Иван Трофимович, директор совхоза имени Карла Маркса Сары-Агачского производственного управления. Сары-Агачский округ.
28. Рыбалкин, Александр Михайлович, бригадир слесарей рафинировочного цеха Чимкентского свинцового завода имени Калинина. Чимкентский — Ленинский округ.
29. Садвакасов, Бименди, второй секретарь Чимкентского сельского обкома КП Казахстана. Туркестанский округ.
30. Субботин, Виктор Яковлевич, заместитель председателя Бюро ЦК КП Казахстана по руководству сельским хозяйством. Ленинский округ.
31. Тыртышная, Екатерина Ивановна, свинарка колхоза «Победа» Сайрамского производственного управления. Ванновский округ.
32. Усебаев, Кенесбай, редактор газеты «Социалистик Казахстан». Чаяновский округ.
33. Ускенбаева, Райхан, механик-водитель хлопкоуборочной машины совхоза «Келесский» Сары-Агачского производственного управления. Келесский округ.
34. Харитонов, Михаил Иванович, директор комбината «Ачполиметалл». Ачисайский округ.
35. Хохлов, Иван Николаевич, первый заместитель министра строительства Казахской ССР. Борисовский округ.
36. Шарипов, Адий, заместитель председателя Совета Министров Казахской ССР. Чимкентский — Коммунистический округ.
37. Шеримов, Шайрбек, горнорабочий очистного забоя шахты «Тогуз» № 1. Ленгерский округ.